# Bunt Lipków
Bunt Lipków – bunt chorągwi tatarskich, który miał miejsce w Rzeczypospolitej w 1672. Buntownicy przeszli na stronę Turcji, jednak w kolejnych latach stopniowo wracali do Korony.

## Tło
Od czasów potopu szwedzkiego w Rzeczypospolitej pogarszała się sytuacja społeczności tatarskiej (lipkowskiej). Z powodu powstania kozackiego na Ukrainie (1648) oraz wybuchu wojny polsko-rosyjskiej w r. 1654 i zajęcia Litwy wiele tatarskich rodzin straciło swoje majątki i źródła utrzymania, co spowodowało silną migrację do Korony. Dodatkowo w tamtym okresie najemne oddziały tatarskie rekrutowane na ziemiach osmańskich dopuszczały się rabunków, co wzmagało nastroje antymuzułmańskie. W 1666 wybuchła także wojna polsko-kozacko-tatarska. 
W ramach represji uchwalono zakaz powierzania Tatarom funkcji dowódczych i ograniczono swobodę kultu, zakazując budowy w koronnej części Rusi meczetów. Ważną przyczyną były opóźnienia w wypłacaniu przez państwo żołdu oddziałom tatarskim, a bezpośrednie zagrożenie buntem pojawiło się już w 1667, kiedy Sejm zdecydował o wypłacie tylko jednej czwartej należności, którą to uchwałę już w następnym roku pośpiesznie unieważniono w celu uspokojenia nastrojów. Mimo to pieniędzy Tatarom nie wypłacono. Sytuacji nie poprawiło potwierdzenie w 1669 przez króla Michała Korybuta Wiśniowieckiego dotychczasowych praw tatarskich, przywrócenie im prawa do nabywania ziemi na zasadach równych szlachcie i objęcie ich szlacheckimi prawami sądowymi.

## Bunt
Pierwsze niepokoje zaczęły się zimą 1671, gdy w listopadzie i grudniu pierwsze oddziały przeszły do tureckiego obozu, a wiosną następnego roku kilkanaście chorągwi tatarskich zbuntowało się przeciw Rzeczypospolitej i przeszło na stronę Turcji. Buntem dowodził rtm. Aleksander Kryczyński. W ciągu roku na stronę buntowników przeszły wszystkie pozostałe tatarskie chorągwie z armii koronnej, natomiast wierne pozostały oddziały armii litewskiej. Napięcia te latem 1672 doprowadziły do wybuchu wojny polsko-tureckiej; w październiku 1672 podpisano pokój w Buczaczu, który w sprawie polskich Tatarów stanowił, że Rzeczpospolita zagwarantuje im prawo do bezpiecznej emigracji do Turcji z rodzinami i dobytkiem, a pozostającej ludności bezpieczeństwo i wolność wyznania.

## Powroty buntowników
Już w styczniu 1673 w zbuntowanych oddziałach zaczęło rosnąć niezadowolenie z powodu warunków służby w Turcji, a oddziały te w następnym roku podejmowały próby ponownego przejścia na służbę Rzeczypospolitej; m.in. w czerwcu prowadzono pertraktacje z wysłannikiem hetmana Sobieskiego. Po rozpoczęciu kampanii chocimskiej część rotmistrzów zaangażowanych w rozmowy z Rzecząpospolitą zamordowała przywódcę antypolskiego buntu rtm. Kryczyńskiego.
W 1674 delegacja tatarska została przyjęta przez Jana III po kapitulacji bronionego przez Tatarów Baru, a poddające się oddziały przyjęto na służbę Rzeczypospolitej. 16 października 1676 podpisano rozejm w Żurawnie, pozwolono wówczas Tatarom na wybór kraju, w którym chcą żyć. Turcję opuściło wówczas kilkuset do kilku tysięcy Lipków, którzy zostali osadzeni tuż przy polskiej granicy. Jednocześnie sejm uchwalił amnestię dla wszystkich wracających na służbę polską, a rok później zatwierdził wszystkie wcześniejsze przywileje tatarskie i pozwolił na odbudowę starych meczetów. W 1679 w zamian za zaległy żołd Tatarzy otrzymali majątki w dobrach stołowych, które stanowiły wsie w ziemi brzeskiej, kobryńskiej i grodzieńskiej.
W czasie kolejnych kampanii Jana III na Podolu i w Mołdawii (w 1686 i 1691) na stronę polską przeszły kolejne grupy zbuntowanych Tatarów. Po pokoju karłowickim Tatarzy wciąż służący w armii tureckiej zostali wysiedleni poza nową polską granicę.